# Seznam rektorů Českého vysokého učení technického
Toto je seznam rektorů Českého vysokého učení technického v Praze:

## Vývoj názvu školy
- 1863–1879 Polytechnický ústav
- 1879–1918 Císařská a královská česká vysoká škola technická v Praze
- od 1920 České vysoké učení technické

## Tabulka rektorů
| pořadí   | rektor                      | obrázek | narozen            | zemřel             | rektorem od     | rektorem do     | poznámka |
| -------- | --------------------------- | ------- | ------------------ | ------------------ | --------------- | --------------- | -------- |
| 1        | Karel Kořistka              |         | 7. února 1825      | 18. ledna 1906     | 1864            | 1865            |          |
| 2        | Karel Balling               |         | 21. dubna 1805     | 17. března 1868    | 1865            | 1866            |          |
| 3        | Karel Kořistka              |         | 7. února 1825      | 18. ledna 1906     | 1866            | 1867            |          |
| 4        | Jan Krejčí                  |         | 28. února 1825     | 1. srpna 1887      | 1867            | 1868            |          |
| 5        | Gustav Schmidt              |         | 16. září 1826      | 27. ledna 1881     | 1868            | 1869            |          |
| 6        | Čeněk Hausmann              |         | 3. února 1826      | 13. listopadu 1896 | 1869            | 1870            |          |
| 7        | František Tilšer            |         | 12. června 1825    | 5. února 1913      | 1870            | 1871            |          |
| 8        | Jan Krejčí                  |         | 28. února 1825     | 1. srpna 1887      | 1871            | 1872            |          |
| 9        | Václav Zenger               |         | 17. prosince 1830  | 22. ledna 1908     | 1872            | 1873            |          |
| 10       | Josef Niklas                |         | 11. března 1817    | 10. října 1877     | 1873            | 1874            |          |
| 11       | Jan Tille                   |         | 17. září 1833      | 14. října 1897     | 1874            | 1875            |          |
| 12       | Gabriel Blažek              |         | 20. září 1842      | 6. prosince 1910   | 1875            | 1876            |          |
| 13       | František Štolba            |         | 24. března 1839    | 4. dubna 1910      | 1876            | 1877            |          |
| 14       | Jan Krejčí                  |         | 28. února 1825     | 1. srpna 1887      | 1877            | 1878            |          |
| 15       | August Salaba               |         | 12. března 1840    | 28. ledna 1894     | 1878            | 1879            |          |
| 16       | Josef Šolín                 |         | 4. března 1841     | 19. září 1912      | 1879            | 1880            |          |
| 17       | Čeněk Hausmann              |         | 3. února 1826      | 13. listopadu 1896 | 1880            | 1881            |          |
| 18       | Gabriel Blažek              |         | 20. září 1842      | 6. prosince 1910   | 1881            | 1882            |          |
| 19       | František Štolba            |         | 24. března 1839    | 4. dubna 1910      | 1882            | 1883            |          |
| 20       | August Salaba               |         | 12. března 1840    | 28. ledna 1894     | 1883            | 1884            |          |
| 21       | Eduard Weyr                 |         | 22. června 1852    | 23. července 1903  | 1884            | 1885            |          |
| 22       | Karel Preis                 |         | 20. srpna 1846     | 27. dubna 1916     | 1885            | 1886            |          |
| 23       | Otakar Feistmantel          |         | 20. listopadu 1848 | 10. února 1891     | 1886            | 1887            |          |
| 24       | František Müller            |         | 4. září 1835       | 21. října 1900     | 1887            | 1888            |          |
| 25       | Jiří Pacold                 |         | 24. dubna 1834     | 18. února 1907     | 1888            | 1889            |          |
| 26       | Josef Šolín                 |         | 4. března 1841     | 19. září 1912      | 1889            | 1890            |          |
| 27       | Eduard Weyr                 |         | 22. června 1852    | 23. července 1903  | 1890            | 1891            |          |
| 28       | Jan Baptista Lambl          |         | 9. srpna 1826      | 7. listopadu 1909  | 1891            | 1892            |          |
| 29       | Kristian Petrlík            |         | 20. listopadu 1842 | 31. března 1908    | 1892            | 1893            |          |
| 30       | Antonín Vávra               |         | 6. února 1848      | 1. listopadu 1928  | 1893            | 1894            |          |
| 31       | Antonín Bělohoubek          |         | 28. dubna 1845     | 25. prosince 1910  | 1894            | 1895            |          |
| 32       | Karel Vosyka                |         | 19. února 1847     | 3. března 1897     | 1895            | 1896            |          |
| 33       | František Müller            |         | 4. září 1835       | 21. října 1900     | 1896            | 1897            |          |
| 34       | Albert Vojtěch Velflík      |         | 4. dubna 1856      | 11. listopadu 1920 | 1897            | 1898            |          |
| 35       | Alfred Slavík               |         | 20. dubna 1847     | 30. ledna 1907     | 1898            | 1899            |          |
| 36       | Albert Vojtěch Velflík      |         | 4. dubna 1856      | 11. listopadu 1920 | 1899            | 1900            |          |
| 37       | Jan Vladimír Hráský         |         | 24. dubna 1857     | 12. dubna 1939     | 1900            | 1901            |          |
| 38       | Gabriel Blažek              |         | 20. září 1842      | 6. prosince 1910   | 1901            | 1902            |          |
| 39       | Jan Koula                   |         | 7. února 1855      | 18. května 1919    | 1902            | 1903            |          |
| 40       | Alfred Slavík               |         | 20. dubna 1847     | 30. ledna 1907     | 1903            | 1904            |          |
| 41       | Kristian Petrlík            |         | 20. listopadu 1842 | 31. března 1908    | 1904            | 1905            |          |
| 42       | Josef Šolín                 |         | 4. března 1841     | 19. září 1912      | 1905            | 1906            |          |
| 43       | Albert Vojtěch Velflík      |         | 4. dubna 1856      | 11. listopadu 1920 | 1906            | 1907            |          |
| 44       | František Novotný           |         | 20. září 1864      | 27. července 1918  | 1907            | 1908            |          |
| 45       | Josef Bertl                 |         | 6. ledna 1866      | 30. května 1955    | 1908            | 1909            |          |
| 46       | Bedřich Procházka           |         | 4. července 1855   | 3. ledna 1934      | 1909            | 1910            |          |
| 47       | František Hasa              |         | 4. února 1863      | 27. března 1945    | 1910            | 1911            |          |
| 48       | Julius Stoklasa             |         | 9. září 1857       | 4. dubna 1936      | 1911            | 1912            |          |
| 49       | Karel Novák                 |         | 31. srpna 1867     | 11. listopadu 1941 | 1912            | 1913            |          |
| 50       | Theodor Kašpárek            |         | 21. dubna 1864     | 24. prosince 1930  | 1913            | 1914            |          |
| 51       | Antonín Klír                |         | 14. prosince 1864  | 29. ledna 1939     | 1914            | 1915            |          |
| 52       | Josef Jedlička              |         | 25. července 1868  | 2. ledna 1938      | 1915            | 1916            |          |
| 53       | Karel Špaček                |         | 23. května 1866    | 22. června 1937    | 1916            | 1917            |          |
| 54       | Václav Felix                |         | 14. září 1873      | 19. února 1933     | 1917            | 1918            |          |
| 55       | Alois Velich                |         | 10. srpna 1869     | 13. května 1952    | 1918            | 1919            |          |
| 56       | František Wald              |         | 9. ledna 1861      | 19. října 1930     | 1919            | 1920            |          |
| 57       | Jan Kolář                   |         | 1. dubna 1868      | 18. dubna 1958     | 1920            | 1921            |          |
| 58       | Emil Votoček                |         | 5. října 1872      | 11. října 1950     | 1921            | 1922            |          |
| 59       | Jan Zvoníček                |         | 21. listopadu 1865 | 26. ledna 1926     | 1922            | 1923            |          |
| 60       | Zdeněk Bažant               |         | 25. listopadu 1879 | 1. září 1954       | 1923            | 1924            |          |
| 61       | Vladislav Brdlík            |         | 26. července 1879  | 28. ledna 1964     | 1924            | 1925            |          |
| 62       | Rudolf Kříženecký           |         | 28. října 1861     | 12. března 1939    | 1925            | 1926            |          |
| 63       | Josef Petřík                |         | 22. března 1866    | 16. května 1944    | 1926            | 1927            |          |
| 64       | Josef Hanuš                 |         | 12. ledna 1872     | 24. prosince 1955  | 1927            | 1928            |          |
| 65       | Emil Navrátil               |         | 27. června 1866    | 5. července 1928   | 1928            | 1928            |          |
| 66       | František Klokner           |         | 10. listopadu 1872 | 8. ledna 1960      | 1928            | 1929            |          |
| 67       | Josef Pazourek              |         | 3. ledna 1862      | 26. listopadu 1933 | 1929            | 1930            |          |
| 68       | Viktor Felber               |         | 11. října 1880     | 1. června 1942     | 1930            | 1931            |          |
| 69       | Josef Anderle               |         | 14. března 1881    | 5. února 1959      | 1931            | 1932            |          |
| 70       | Rudolf Kukač                |         | 19. listopadu 1889 | 1. července 1957   | 1932            | 1933            |          |
| 71       | Jaroslav Milbauer           |         | 1. února 1880      | 19. ledna 1959     | 1933            | 1934            |          |
| 72       | Břetislav Tolman            |         | 21. června 1873    | 9. května 1937     | 1934            | 1935            |          |
| 73       | Jindřich Svoboda            |         | 13. července 1884  | 15. května 1941    | 1935            | 1936            |          |
| 74       | Jaroslav Hýbl               |         | 21. dubna 1882     | 14. srpna 1950     | 1936            | 1937            |          |
| 75       | Gustav Švamberg             |         | 2. srpna 1880      | 24. ledna 1959     | 1937            | 1938            |          |
| 76       | Vojtěch Kaisler             |         | 8. ledna 1870      | 20. července 1943  | 1938            | 1939            |          |
| 77       | Antonín Engel               |         | 4. května 1879     | 12. října 1958     | 1939            | 1940            |          |
|          | české vysoké školy uzavřeny |         |                    |                    | 1940            | 1945            |          |
| 77       | Antonín Engel               |         | 4. května 1879     | 12. října 1958     | 1945            | 26. května 1945 |          |
| 78       | František Kadeřávek         |         | 26. června 1885    | 9. února 1961      | 26. května 1945 | 3. srpna 1945   |          |
| 79       | Zdeněk Bažant               |         | 25. listopadu 1879 | 1. září 1954       | 3. srpna 1945   | 1946            |          |
| 80       | Otakar Quadrat              |         | 2. září 1886       | 31. srpna 1963     | 1946            | 1947            |          |
| 81       | Josef Ryšavý                |         | 6. ledna 1884      | 4. ledna 1967      | 1947            | 1948            |          |
| 82       | Jan Košťál                  |         | 27. prosince 1884  | 13. srpna 1963     | 1948            | 1949            |          |
| 83       | Oldřich Starý               |         | 15. března 1884    | 3. ledna 1971      | 1949            | 1950            |          |
| 84       | Vilibald Bezdíček           |         | 12. listopadu 1906 | 13. srpna 1991     | 1950            | 1952            |          |
| 85       | Josef Trnka                 |         | 5. prosince 1904   | 18. listopadu 1962 | 1952            | 1955            |          |
| 86       | Theodor Ježdík              |         | 9. listopadu 1889  | 27. února 1967     | 1955            | 1960            |          |
| 87       | František Brabec            |         | 26. června 1885    | 30. ledna 1992     | 1960            | 1962            |          |
| 88       | Josef Kožoušek              |         | 15. srpna 1913     | 23. března 1988    | 1962            | 1968            |          |
| 89       | Bohumil Kvasil              |         | 14. února 1920     | 30. března 1988    | 1968            | 1979            |          |
| 90       | Jiří Klíma                  |         | 5. července 1930   |                    | 1979            | 1990            |          |
| 91       | Stanislav Hanzl             |         | 17. prosince 1938  | 14. června 1996    | 1990            | 1996            |          |
| pověřený | Antonín Pokorný             |         | 3. prosince 1939   |                    | 1996            | 1997            |          |
| 92       | Petr Zuna                   |         | 21. března 1941    |                    | 1997            | 2000            |          |
| 93       | Jiří Witzany                |         | 11. dubna 1941     |                    | 2000            | 2006            |          |
| 94       | Václav Havlíček             |         | 28. července 1943  |                    | 2006            | 2014            |          |
| 95       | Petr Konvalinka             |         | 18. října 1960     |                    | 2014            | 31. ledna 2018  |          |
| 96       | Vojtěch Petráček            |         | 17. února 1964     |                    | 1. února 2018   | 4. června 2025  |          |
| pověřený | Zbyněk Škvor                |         | 17. června 1961    |                    | 4. června 2025  |                 |          |